# اسب‌های شکسته
اسب‌های شکسته (به انگلیسی: Broken Horses) فیلمی محصول سال ۲۰۱۵ و به کارگردانی ویدهو وینود چوپرا است. در این فیلم بازیگرانی همچون وینسنت دن آفریو، آنتون یلچین، کریس مارکت، ماریا والورده، توماس جین، شان پاتریک فلانری، وس چتهم، گرگ سرانو، سیدی الکساندرو و جاناتان شیچ ایفای نقش کرده‌اند. این فیلم بازسازی فیلم هندی پرنده است.